# 송주아

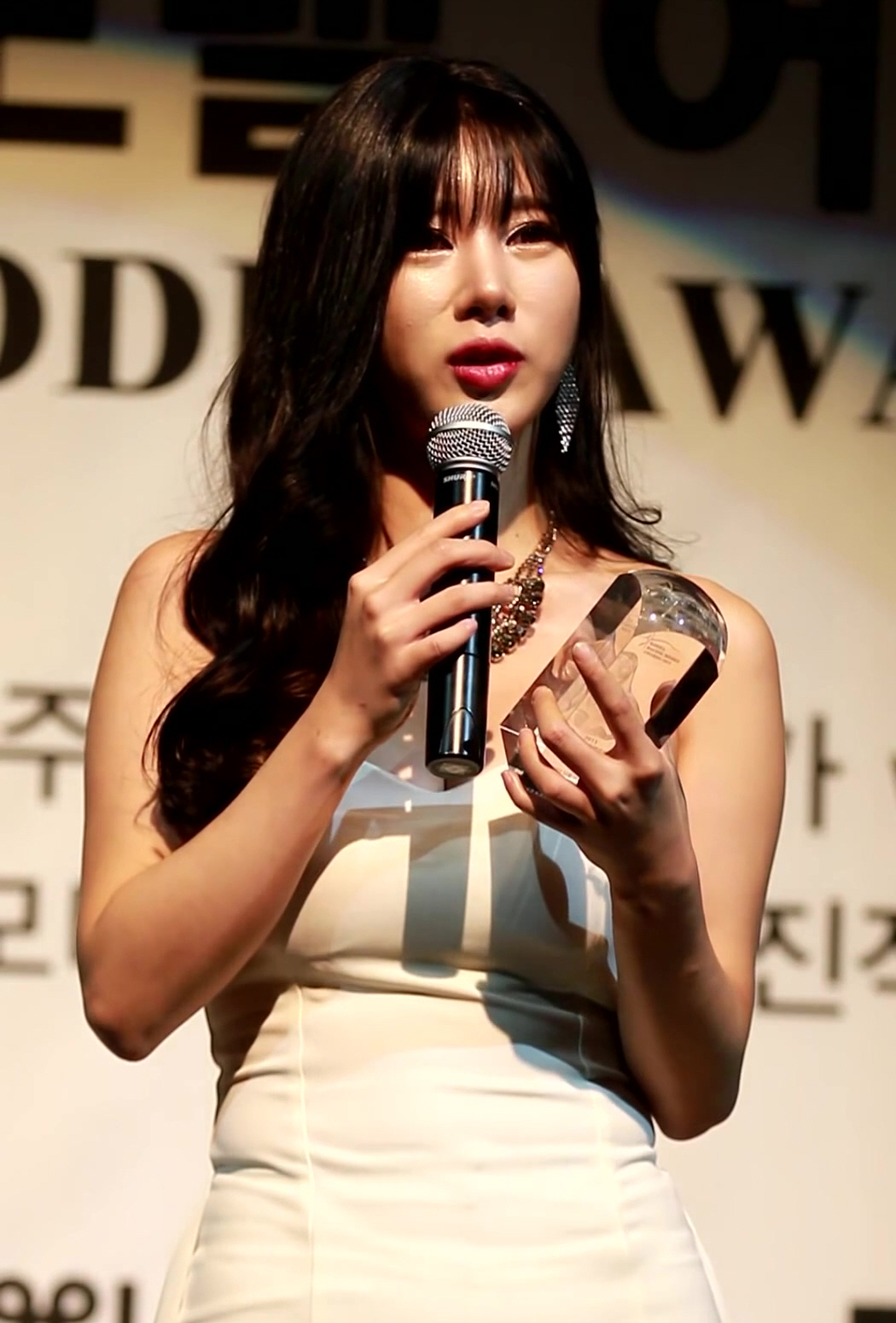

송주아( 본래 1990년 2월 25일 ~ )는 대한민국의 레이싱 모델이다.

## 학력
- 고등학교 2008년 2월 졸업

## 경력
- 2017년 - MAX FC 맥스엔젤
- 2016년- 히어로즈 오브 더 스톰 슈퍼리그 2016 시즌1 인터뷰어
- 2016년 - 2016 MKF ULTIMATE VICTOR 02 라운드걸

### 레이싱모델 경력
- 2019년 - 플레이엑스포 제닉스 모델
- 2019년 - 서울모터쇼 제닉스 모델
- 2018년 - 부산국제보트쇼 포즈모델
- 2018년 - 경기국제보트쇼 포즈모델
- 2018년 - 오토위크 로드파워 포즈모델
- 2018년 - 서울오토살롱 포즈모델
- 2017년 - 오토모티브위크 허머 포즈모델
- 2017년 - 서울오토살롱 나노퓨전X더브아이알 포즈모델
- 2017년 - 지가토 레이싱팀 레이싱모델
- 2017년 - 부산국제보트쇼 포즈
- 2017년 - 서울모터쇼 '플럭스' 포즈
- 2016년 - 인천 코리아 튜닝 페스티벌 모델
- 2016년 - 오토모티브위크 준피티드 모델
- 2016년 - 서울오토살롱 온딜 모델
- 2016년 - 플레이엑스포 기가바이트 모델
- 2016년 - 국제그린에너지엑스포 모델
- 2016년 - 부산국제보트쇼 모델
- 2015년 - 지스타 기가바이트 모델
- 2015년 - 아웃도어 모터쇼 모델
- 2015년 - 현대기아 R&D 모터쇼 모델
- 2015년 - 오토모티브위크 루카스 모델
- 2015년 - 서울오토살롱 KW 모델
- 2015년 - 한국주얼리페어 모델
- 2015년 - 제8회 경기국제보트쇼 모델
- 2015년 - 코리아스피드페스티벌 모델
- 2015년 - 서울모터쇼 휠보레 모델
- 2014년 - 하버스게이트 스트리트 모터쇼 모델

## 수상
- 2015년 - 제4회 한국레이싱모델 어워즈 최고 신인인기상